# Lao Airlines

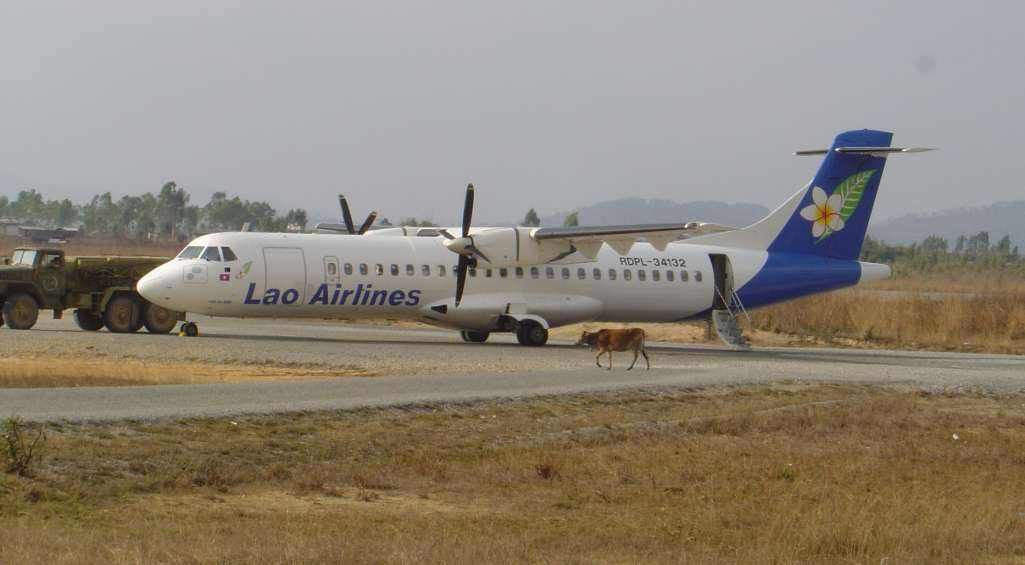
Un ATR 72 de Lao Airlines à Phonsavan (2004).

Lao Airlines est la compagnie aérienne nationale du Laos, créée en 1976. Elle est propriété de l'État pour 40 % et de la compagnie China Yunnan Airlines pour 60 %. Jusqu'en mars 2004, elle s'appelait Lao Aviation. 
- code IATA :  QV
- code ICAO :  LAO

Sa plate-forme de correspondance se situe à l'aéroport international Wattay de Vientiane.

## Flotte

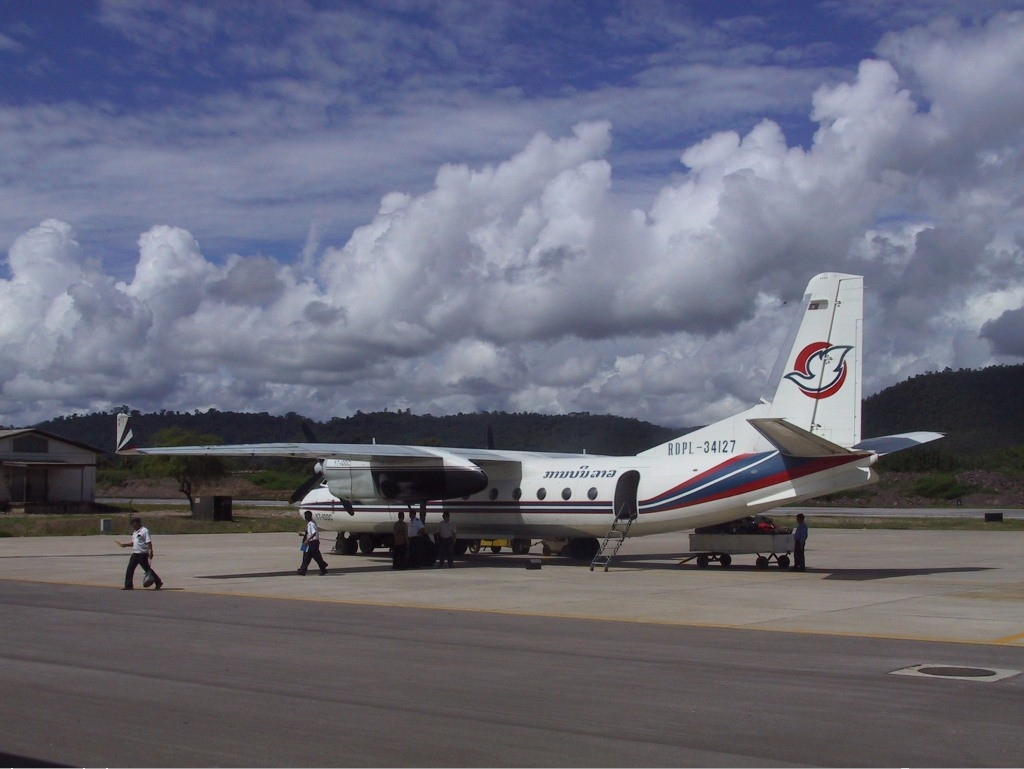
Un Xian Y-7 en octobre 2001.

En octobre 2020, la flotte de Lao Airlines est composée des avions suivants :

## Incidents et accidents
Le mercredi 16 octobre 2013, le vol 301 Lao Airlines, un ATR 72-600 de la compagnie (RDPL 34233), en approche de l'aéroport de Paksé, s'est écrasé dans le Mékong, faisant 49 morts dont 5 membres d'équipage,.